# شهرمانية
شَهْرَمَانيّة (الاسم العلمي: Tadorninae)، فُصيلة طيور من رتبة الإوزيات وفصيلة البط.